# لهجة تماشقية
اللَّهْجَة التَّمَاشَقِيَّة أو تَمَاشَق لهجة من لهجات اللغة الطارقية، يتحدث بها الطوارق، بالدرجة الأولى في منطقة تمبكتو. هناك لهجتان متشعبتان: تانسلمت (تمبكتو)، وتاضاغت (كيدال) في مالي. كذلك فإن تماشق التي يتحدث بها الطوارق في شمال شرق بوركينا فاسو مشابهة. اسم (تماشق) أحيانا يستعمل ليشير للغة الطارقية عموما.